# Abbas Fallah
Abbas Fallah (pers. ‌عباس فلاح ;ur. 3 września 1976) – irański judoka. Olimpijczyk z Aten 2004, gdzie odpadł w eliminacjach w wadze średniej. 
Piąty na mistrzostwach świata w 2005; uczestnik zawodów w 2001 i 2003. Startował w Pucharze Świata w 2000. Brązowy medalista igrzysk azjatyckich w 2002, a także mistrzostw Azji w 2001 i 2004. Wygrał akademickie MŚ w 2002 i trzeci w 2004 roku.

## Letnie Igrzyska Olimpijskie 2004
| Konkurencja | Eliminacje           | Klas. końcowa |
| Konkurencja | Przeciwnik I         | Miejsce       |
| ----------- | -------------------- | ------------- |
| -90 kg      | Keith Morgan (CAN) P | 1 runda       |